# Wie schön leuchtet der Morgenstern, BWV 1

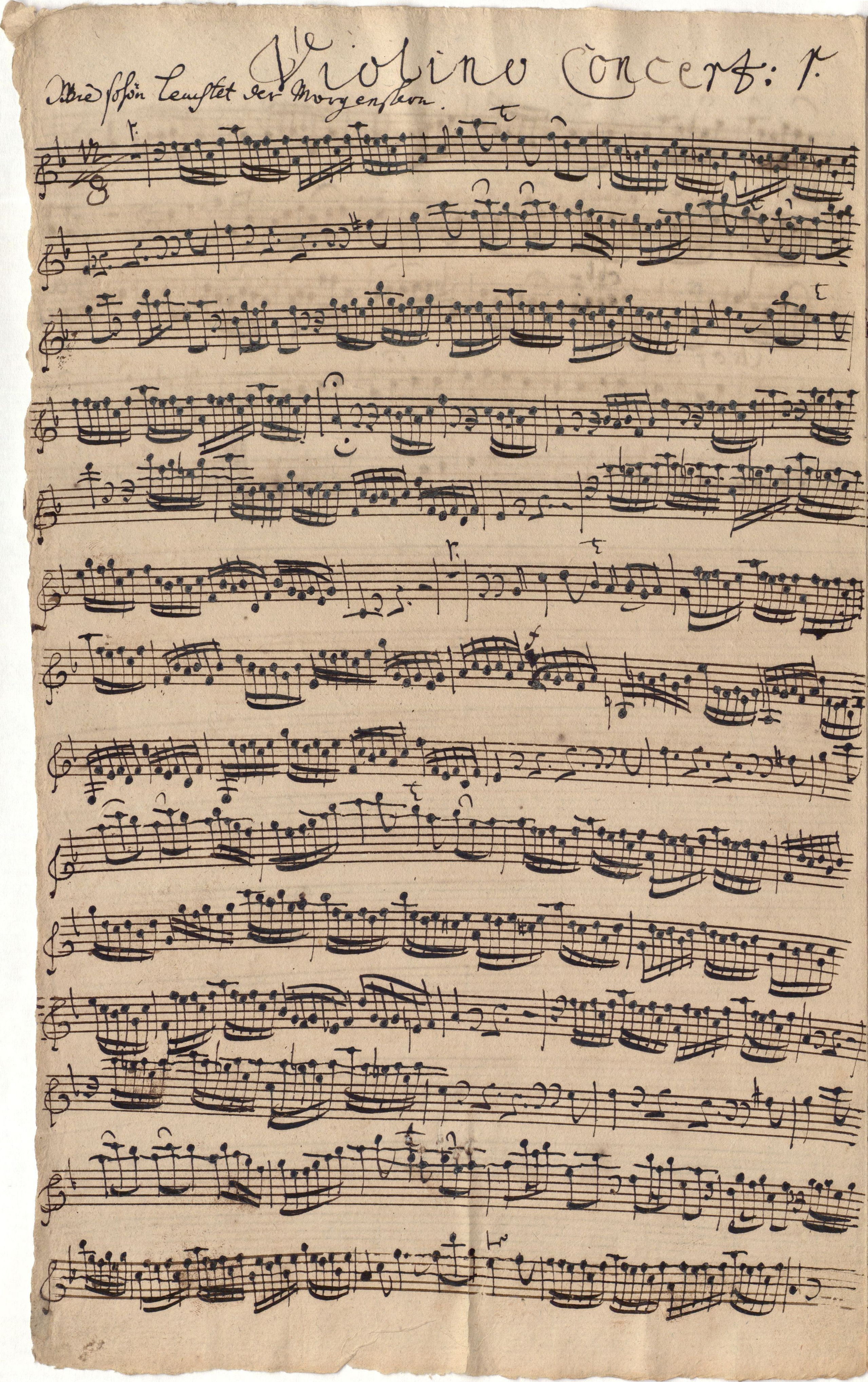
Primera parte de violín solo, como se usó para la primera interpretación de la cantata (copista: Johann Andreas Kuhnau).

Wie schön leuchtet der Morgenstern (Cuán hermosa brilla la estrella matutina), BWV 1 es una cantata de iglesia escrita por Johann Sebastian Bach en 1725 en Leipzig para la festividad de la Anunciación y estrenada el 25 de marzo de ese mismo año, que coincidió con el Domingo de Ramos. Es la última cantata del segundo ciclo anual de cantatas corales, posiblemente porque el libretista que proporcionó las paráfrasis para los movimientos medios de estas cantatas ya no estaba disponible, y está basada en el himno homónimo de Philipp Nicolai de 1599. La compuso en su segundo año como Thomaskantor en Leipzig, donde la fiesta mariana era el único evento durante la Cuaresma en la que se permitía la música festiva. El tema del himno se adapta tanto a los eventos de la Anunciación como al Domingo de Ramos, en un espíritu de anhelante expectativa de llegada. Como es habitual en el ciclo de cantatas corales de Bach, el himno fue parafraseado por un poeta contemporáneo que mantuvo inalteradas la primera y última estancias, pero transformó los temas de las estancias interiores en una secuencia de recitativos y arias alternos.
Bach escribió la partitura de la obra para tres solistas vocales, un coro a cuatro voces y un conjunto instrumental barroco de dos trompas, dos oboes de caza, dos violines solistas, cuerdas y bajo continuo. La melodía coral del himno de Nicolai aparece en los movimientos corales de apertura y cierre de la cantata. Todos los instrumentos tocan en la festiva fantasía coral de apertura, en la que la soprano canta la melodía del himno y los dos violines concertantes solistas representan la estrella de la mañana. Un oboe de caza acompaña al solista vocal en el primer aria. Las cuerdas, incluidos los violines solistas, regresan en el segundo aria. Una parte de trompa independiente corona la coral de cierre.
Las partes interpretativas originales de la cantata, en parte escritas por el compositor, se conservan en Leipzig. Los comentaristas que escribieron sobre la cantata, como Carl von Winterfeld en el siglo XIX y W. Gillies Whittaker en el XX, quedaron particularmente impresionados por su coro de apertura. La Bach Gesellschaft publicó la cantata en 1851 como primera obra en el primer volumen de su edición completa de las obras del compositor. De ahí en adelante, conocida como de la primera cantata de Bach, conservó ese número en el Bach-Werke-Verzeichnis, publicado en 1950, y en 1971 apareció su grabación como la primera obra del primer disco de grabaciones completas de cantatas de Bach realizado por Teldec bajo la dirección de Nikolaus Harnoncourt y Gustav Leonhardt.

## Historia

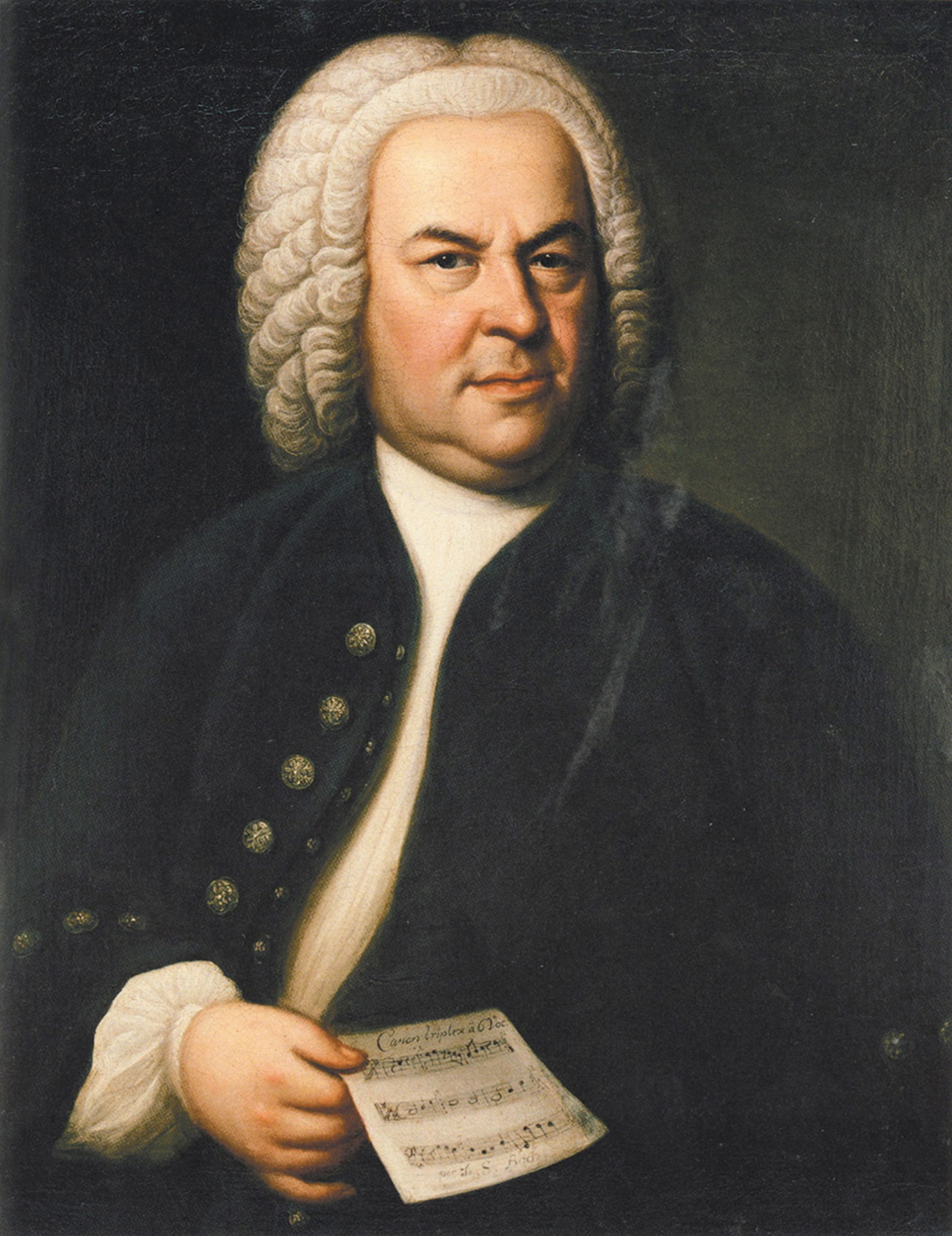
Johann Sebastian Bach compuso la cantata mientras ocupaba el cargo de Thomaskantor en Leipzig.

En 1723, Johann Sebastian Bach fue nombrado Thomaskantor y director musical en Leipzig, lo que lo hizo responsable de la música en cuatro iglesias. Proporcionó música sacra para dos iglesias principales, Santo Tomás y San Nicolás, de manera regular, y ocasionalmente también para otras dos, la iglesia Nueva y San Pedro. Asumió el cargo a mediados del año litúrgico, el primer domingo después de la Trinidad.
En Leipzig, se esperaba música de cantata los domingos y los días festivos, excepto durante el tempus clausum («períodos de silencio») de Adviento y Cuaresma. El luterano Leipzig celebró varias fiestas marianas, incluida la Anunciación el 25 de marzo, nueve meses antes de Navidad. En 1725, la fiesta cayó en el Domingo de Ramos. La Anunciación fue el único evento con música festiva durante la Cuaresma. Las lecturas prescritas fueron como la epístola de la profecía Isaías del nacimiento del Mesías (Isaías 7:10-16), y del Evangelio de Lucas, el arcángel Gabriel anunciando el nacimiento de Jesús (Lucas 1:26-38).
Está basada en el coral "Wie schön leuchtet der Morgenstern" de Philipp Nicolai de 1599, que se asociaba con la Epifanía, pero también con la Anunciación. Fue la última de su segundo ciclo anual de cantatas corales, que había empezado con O Ewigkeit, du Donnerwort, BWV 20 el primer domingo después de Trinidad de 1724. La cantata fue interpretada por primera vez el 25 de marzo de 1725.

### Ciclos de cantatas
En sus primeros doce meses en el cargo, Bach decidió componer nuevas obras para casi todos los eventos litúrgicas. Estas obras se conocieron como su primer ciclo de cantatas. En su segundo año en el cargo, compuso un ciclo de cantatas corales, con cada cantata basada en un himno luterano, para los eventos litúrgicos. La elección del himno para cada una de las cantatas se hizo probablemente de acuerdo con los deseos de un ministro local, quien basó las elecciones en las lecturas prescritas y sus planes para los sermones. En comparación con el primer ciclo, la música tiene menos énfasis en los textos bíblicos, pero más en el uso del texto coral y la melodía.
La cantata coral más antigua de Bach, Christ lag in Todes Banden, BWV 4, escrita más de una década antes de llegar a Leipzig, seguía el principio per omnes versus, es decir, adoptaba el texto de todas las estancias del himno sin modificaciones, la melodía del himno se utilizaba en todo momento. La mayoría de las cantatas corales que escribió en su segundo año en Leipzig, incluida Wie schön leuchtet der Morgenstern, tenían un formato diferente. En esta estructura, las estancias exteriores del himno y su melodía se mantuvieron en los movimientos exteriores de la cantata: típicamente, la primera estancia se establecía como una fantasía coral de apertura y la última como una coral de cierre de cuatro partes. Las estancias internas del himno fueron reformuladas en recitativos y arias para los movimientos internos de la cantata, su configuración en su mayoría no se basa en la melodía del himno.

## Texto

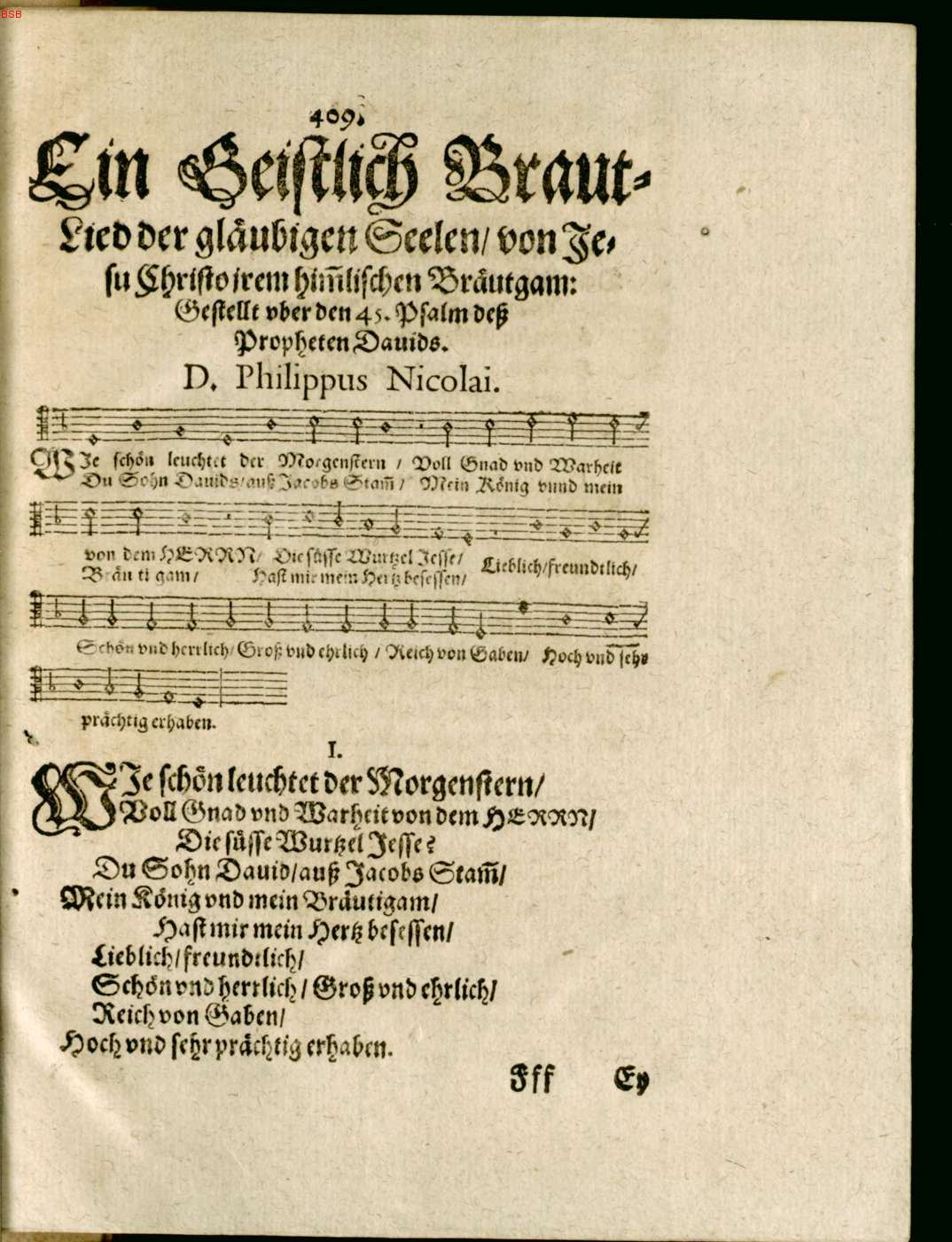
Primera publicación del himno en 1599 Frewdenspiegel deß ewigen Lebens de Philipp Nicolai.

La cantata se basa en el himno homónimo de Philipp Nicolai. Lo escribió cuando era pastor en Unna y enfrentó un brote de peste, con la intención de proyectar una visión de un mundo celestial como contrapunto al dolor y sufrimiento en el mundo real. Nicolai publicó el himno en 1599 como parte de una colección titulada Frewdenspiegel deß ewigen Lebens (Espejo de las alegrías de la vida eterna). La melodía del himno con la que publicó su texto, Zahn n.º 8359, recuerda una melodía de 1538 publicada en el Salterio de Estrasburgo en 1539 con la canción «Jauchzet dem Herren alle Land», posiblemente de Jakob Dachser, Zahn n.º 1705.
La imagen de la estrella de la mañana está tomada de Apocalipsis 22:16 («Yo soy el retoño que desciende de David. Soy la estrella brillante de la mañana»). En su título, Nicolai indicó el himno como Brautlied (canción nupcial) del alma que se dirige a Jesús como su novio celestial, que se refiere al Salmo 45, descrito como una canción nupcial en la Biblia de Lutero y al Cantar de los cantares. No escribió una paráfrasis de los textos bíblicos, pero usó elementos de ellos para las siete estancias de su himno. También alude a la natividad.
El himno estaba asociado con la Epifanía, pero también con la Anunciación. Expresando el anhelo por la llegada del Salvador, puede relacionarse con la lectura sobre el anuncio del nacimiento de Jesús a María. El tema de la llegada también fue apropiado para el Domingo de Ramos, cuando se celebra la llegada de Jesús a Jerusalén.

### Libreto y estreno
Un libretista retuvo la primera y última estancia del himno y parafraseó las otras, usando la segunda para el primer recitativo, la tercera para el primer aria, la cuarta y parte de la quinta para el segundo recitativo y la sexta para el segundo aria. El experto en Bach Alfred Dürr escribió: «Al libretista se le debe atribuir la empatía que muestra por ese fervor que caracteriza el poema de Nicolai y que ha hecho de sus himnos una posesión perdurable de la Iglesia protestante». Si bien la identidad del libretista, un «especialista poética y teológicamente competente», no es segura, los expertos han sugerido a Andreas Stübel, un intelectual de Leipzig que tenía puntos de vista teológicos controvertidos.
Para la primera interpretación de la cantata, el 25 de marzo de 1725, Bach ayudó a copiar su partitura para los músicos que participaron en el estreno. Johann Andreas Kuhnau, un copista principal de Bach en ese momento, produjo la mayor parte de este material de interpretación, es decir, todas las partes de interpretación, excepto la parte de bajo cifrado (parcialmente escrita por el compositor) y una de las partes de oboe de caza (escritas por el hijo del compositor, Wilhelm Friedemann).
Wie schön leuchtet der Morgenstern iba a ser la última cantata coral recién compuesta del segundo ciclo de cantatas de Bach. Si Stübel fue el libretista, su muerte en enero de 1725 explicaría el final de las cantatas corales en el segundo ciclo, porque el compositor perdió un colaborador competente y una fuente de inspiración. Bach volvió a otros textos para los tiempos litúrgicos restantes de Pascua, Pentecostés y Trinidad. La finalización del ciclo de cantatas corales fue tan importante para él que incluyó la cantata coral temprana para Pascua, Christ lag in Todes Banden, en 1725, y durante la década siguiente añadió algunas cantatas corales para algunas ocasiones perdidas.

## Música
La portada del conjunto existente del siglo XVIII de las partes interpretativas de BWV 1, escrito alrededor de 1750 por un escriba desconocido, menciona la ocasión (Anunciación), el título de la cantata (íncipit) y la partitura y su compositor.

### Instrumentación

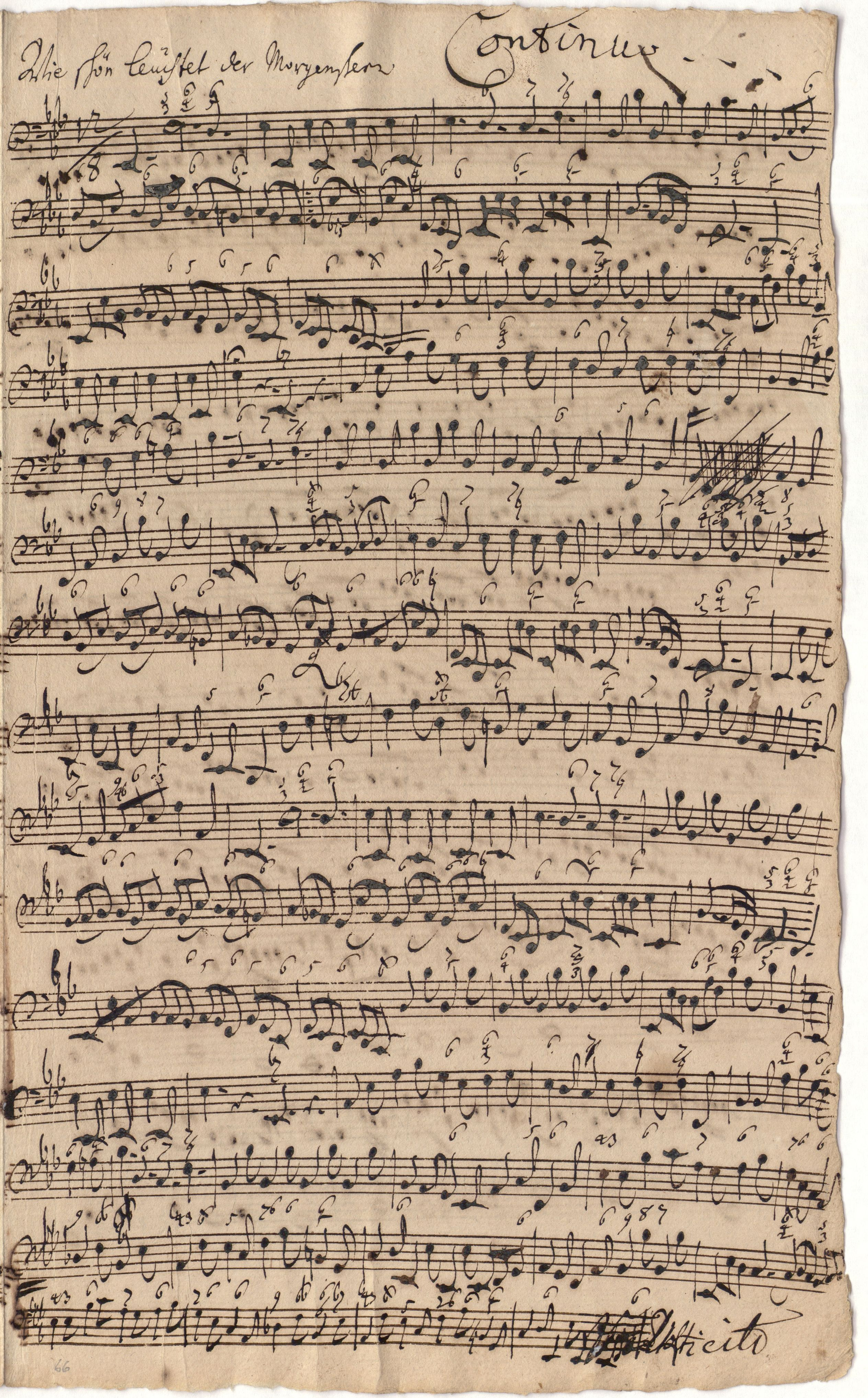
Parte original de la interpretación del bajo continuo, con bajo cifrado escrito por el compositor.

La obra está escrita para tres solistas vocales (soprano -S-, tenor -T- y bajo -B-), un coro a cuatro voces y un conjunto instrumental barroco compuesto por dos trompas (Co) I y II, dos oboes de caza (Oc) I y II, dos violines (Vs) I y II obbligato, cuerdas (violines I y II -Vl- en ripieno, viola -Va-) y bajo continuo. Una partitura festiva como esta, que incluye la sonoridad brillante de los viento metales, generalmente es interpretada en días festivos. 
La partitura proporciona una rica orquestación, el brillo de la estrella de la mañana es ilustrado por dos violines solistas, primero en el primer coro y reapareciendo con las otras cuerdas en el segundo aria. El sonido del oboe de caza, que se escucha por primera vez en el coro de apertura, regresa en el primer aria. En la coral de cierre, el ajuste armónico de cuatro partes de la melodía del himno, interpretado por el coro y los instrumentos colla parte, se complementa con una contramelodía interpretada por la segunda trompa. Es una reminiscencia de Sie werden aus Saba alle kommen, BWV 65, escrita para la Epifanía. Bach utilizaría más adelante el par de trompas en la parte IV de su Oratorio de Navidad, que trata del bautismo de Jesús, tal como se anunció a María. La duración de la cantata es de 25 minutos.

### Estructura
En la siguiente tabla de movimientos, las abreviaturas para voces e instrumentos se toman de la lista de cantatas. La partitura, las tonalidades y los tiempos se toman del experto en Bach Alfred Dürr, usando el símbolo del tiempo común (). Los instrumentos se muestran por separado para vientos y cuerdas, mientras que no se muestra el bajo continuo, ya que toca durante toda la obra.
| N.º | Título                                       | Texto   | Tipo           | Vocal | Vientos | Cuerdas    | Tonalidad  | Tiempo            |
| --- | -------------------------------------------- | ------- | -------------- | ----- | ------- | ---------- | ---------- | ----------------- |
| 1   | Wie schön leuchtet der Morgenstern           | Nicolai | Fantasía coral | SATB  | 2Co 2Oc | 2Vs 2Vl Va | fa mayor   | 12 8              |
| 2   | Du wahrer Gottes und Marien Sohn             | anónimo | Recitativo     | T     |         |            |            | cuatro por cuatro |
| 3   | Erfüllet, ihr himmlischen göttlichen Flammen | anónimo | Aria           | S     | Oc      |            | si ♭ mayor | cuatro por cuatro |
| 4   | Ein irdscher Glanz, ein leiblich Licht       | anónimo | Recitativo     | B     |         |            |            | cuatro por cuatro |
| 5   | Unser Mund und Ton der Saiten                | anónimo | Aria           | T     |         | 2Vs 2Vl Va | fa mayor   | 3 8               |
| 6   | Wie bin ich doch so herzlich froh            | Nicolai | Coral          | SATB  | 2Co 2Oc | 2Vl Va     | fa mayor   | cuatro por cuatro |

### Movimientos

#### «Wie schön leuchtet der Morgenstern»

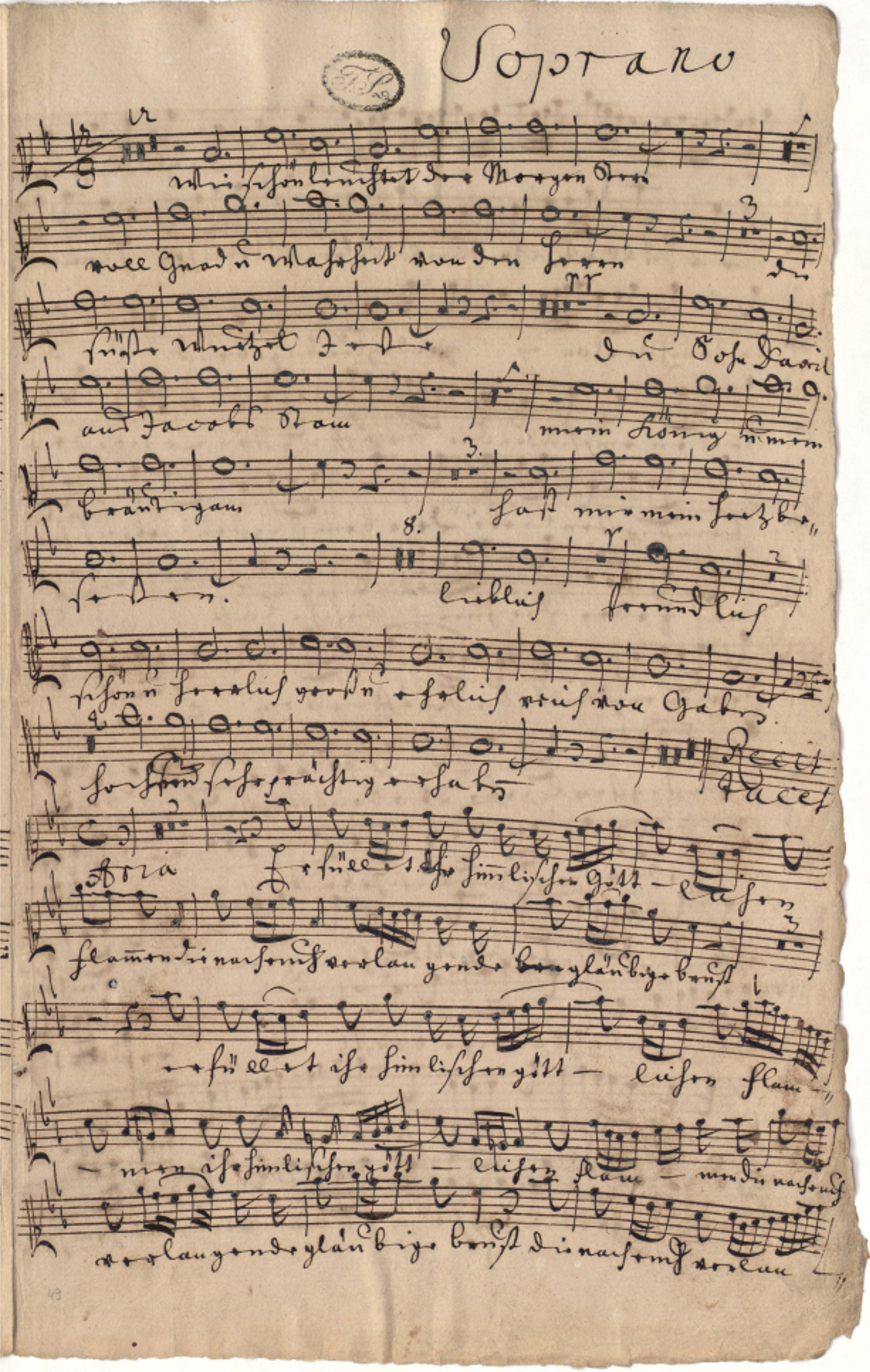
El cantus firmus en la parte de soprano, como se usó para la primera interpretación de la cantata (copista: Johann Andreas Kuhnau).

El primer movimiento, «Wie schön leuchtet der Morgenstern» (Cuán hermosa brilla la estrella matutina), es una fantasía coral majestuosa y ricamente colorida para el coro. El cantus firmus de la melodía coral se canta en notas largas de blanca con puntillo por las sopranos. Un sustancial ritornello orquestal de doce compases o sinfonía comienza el movimiento, con los instrumentos solistas en primer plano; su amplia gama armónica contrasta con la coral, que permanece mayoritariamente en la tónica de fa mayor. Bach logra una «animación inusual» al establecer el himno no en un tiempo común (), sino en compás de 12
8. El centelleante trabajo en semicorchea de dos violines concertantes solistas ilustra el brillo de la estrella de la mañana. Una imagen pastoral barroca se establece mediante la adición de otras dos pares de instrumentos solistas que tocan pronunciadamente por debajo del registro del bariolage del violín solo más alto, lo que da como resultado una textura musical transparente de múltiples capas: el dos pares de trompas y oboes de caza, todos asociados a la caza y la naturaleza, evocando un paisaje bucólico.
El texto del himno se refleja en la iconografía de la música: las llamadas de trompa significan la majestad del rey, mientras que el pasaje virtuoso del violín concertante significa la estrella de la mañana y la alegría en el universo. El análisis musical de la fantasía coral hace referencias específicas a las diez líneas del texto del himno.

Wie schön leuchtet der Morgenstern

Voll Gnad und Wahrheit von dem Herrn,

Die süße Wurzel Jesse!

Du Sohn David aus Jakobs Stamm,

Mein König und mein Bräutigam,

Hast mir mein Herz besessen,

Lieblich,

Freundlich,

Schön und herrlich, groß und ehrlich, reich von Gaben,

Hoch und sehr prächtig erhaben.
¡Cuán hermosa brilla la estrella matutina,

llena de la gracia y la bondad del Señor,

la dulce raíz de Jessé!

Tú, hijo de David, del linaje de Jacob,

mi rey y prometido,

has poseído mi corazón

suavemente,

amablemente,

hermoso y maravilloso, grande y sencillo,

pleno de dones,

excelso y sublime.

La sinfonía de doce compases se basa en temas que se derivan directamente del cantus firmus (anotado aquí en clave de soprano); en particular el salto de una quinta en el tema de apertura y las tríadas recurrentes. Así, como señala el director John Eliot Gardiner, el movimiento comienza íntimamente con una frase del segundo violín solo, con un tutti orquestal como respuesta. El primer violín solo repite la frase una quinta más alta, nuevamente respondida por la orquesta completa. Una inversión de las últimas tres corcheas en el primer tema se ofrece un segundo tema, que se escucha entre los tres diferentes grupos instrumentales solistas —trompas, oboes de caza y violines— y se repite individualmente, ante un tutti orquestal en cadencia, que anuncia la entrada de la soprano. La sinfonía es similar en estructura a un concerto grosso donde diferentes pares de instrumentos solistas compiten entre sí.
Después de la sinfonía, el primer verso de la soprano cantus firmus es contrarrestado por las voces más graves con una versión del primer tema, doblada por instrumentos. A lo largo de la fantasía, siempre que se expone el cantus firmus, la trompa lo dobla. Las otras nueve líneas están marcadas por episodios instrumentales de diferente duración. Algunos son bastante cortos, donde otros pares de instrumentos tocan brevemente el primer tema. Para la segunda línea, el tenor, seguido por el alto, canta el cantus firmus en disminución, es decir, canta al doble de velocidad, con negras con puntillo en lugar de blancas. La quinta línea es similar, pero esta vez al alto lo sigue el tenor. En el episodio entre las líneas segunda y tercera, se escuchan los segundos temas. Entre las líneas tercera y cuarta hay una recurrencia de la sinfonía con diferentes instrumentos solistas asignados a las partes. Entre las líneas cuarta y quinta, hay un episodio de dos compases con el primer tema; y entre las líneas quinta y sexta se vuelve a escuchar el segundo tema. Las líneas vocales cuarta a sexta son una repetición de las líneas primera a tercera, lo que refleja la forma bar del movimiento.
El pasaje instrumental extendido entre las líneas sexta y séptima presenta un dúo entre los dos violines concertantes, con el primer tema contrarrestando el bariolage de semicorchea. En la línea séptima, la palabra «lieblich» (suavemente) se canta con acordes sencillos en el coro, puntuados por un compás del primer tema; en la línea octava ocurre lo mismo con la palabra «freundlich» (amablemente). Después de un episodio de dos compases similar al dúo de violín, toda la orquesta y el coro se escuchan en la línea novena, con corcheas rodantes, en movimiento contrario. Un episodio de cuatro compases para los violines concertantes conduce a entradas fugales en las voces más bajas y la décima línea culminante: con acompañamiento animado de toda la orquesta y voces más bajas, «Hoch und sehr prächtig erhaben» (excelso y sublime). El ritornello orquestal cierra el movimiento.
Dürr y Richard D. P. Jones escriben que la fantasía coral es «un movimiento de esplendor jubiloso, profusión colorida y alegría de Adviento». W. Gillies Whittaker describe el movimiento largo como «una de las imágenes más inolvidables del arte musical» con «cambios caleidoscópicos del fascinante material».

#### «Du wahrer Gottes und Marien Sohn»
El tenor expresa en recitativo secco la creencia «Du wahrer Gottes und Marien Sohn» (Tú, verdadero hijo de Dios y de María). El texto está elaborado parafraseando la segunda estrofa del himno y también alude a la anunciación de la lectura del Evangelio.

#### «Erfüllet, ihr himmlischen göttlichen Flammen»
En la primera aria, la soprano interpreta «Erfüllet, ihr himmlischen göttlichen Flammen» (Llenad, celestes y divinas llamas), acompañada de un oboe de caza obbligato, un instrumento con registro de alto. Los instrumentos ilustran las llamas celestes en coloraturas. Existen dos partes de oboe para el instrumento obbligato, una en la clave normal para un oboe de caza, la otra en una «notación de digitación». Ulrich Leisinger, editor de una publicación de Carus, señaló que no está claro si este último estaba destinado a ayudar a un intérprete sin experiencia en el instrumento o si en realidad se alternaban dos intérpretes, lo que facilitaría la respiración.

#### «Ein irdscher Glanz, ein leiblich Licht»
En otro recitativo secco, «Ein irdscher Glanz, ein leiblich Licht rührt meine Seele nicht» (Un resplandor terrenal, una luz corpórea no conmueven mi alma) el bajo contrasta la luz terrenal con la luz celestial. Se enfatizan con un melisma los términos «Freudenschein» (rayo de alegría) y «Erquickung» (solaz). El editor Leisinger resumió: «Nada del mundo agrada al alma, sólo esa apariencia de alegría que sólo Dios envía (para la cual, evidentemente, la estrella de la mañana puede servir como imagen)».

#### «Unser Mund und Ton der Saiten»
El texto del quinto movimiento, «Unser Mund und Ton der Saiten» (Nuestra boca y el sonido de las cuerdas), parafrasea la estrofa «Zwingt die Saiten in Cythara» (Toca las cuerdas de la cítara). El aria la canta el tenor que, siguiendo el texto, se acompaña únicamente de cuerdas, incluidos los dos violines solistas del primer movimiento. Una expresión de agradecimiento y alabanza, se intensifica con un movimiento parecido a una danza, descrito como «pulso elegante del minueto» por el experto en Bach Klaus Hofmann. El solista canta coloraturas en la palabra repetida «Gesang» (cánticos).

#### «Wie bin ich doch so herzlich froh»
La coral de cierre, «Wie bin ich doch so herzlich froh» (Cuán profundamente feliz soy), está adornado por una voz independiente de la segunda trompa mientras que los otros instrumentos tocan colla parte con la coral a cuatro voces cantado por el coro. El último verso de la coral de Nicolai lo canta e interpreta todo el conjunto. Así, la última cantata coral del segundo ciclo de cantatas alcanza un «aire de esplendor festivo barroco».

## Recepción
Cuando el compositor falleció en 1750, las partituras de composición autógrafa del ciclo de cantatas corales presumiblemente fueron con el hijo mayor de Bach, Wilhelm Friedemann, a Halle, donde más tarde se vendieron: la mayoría de estos manuscritos, incluido el de Wie schön leuchtet der Morgenstern, se perdieron sin más rastro. Paquetes de partes interpretativas originales de las cantatas corales, incluida Wie schön leuchtet der Morgenstern, fueron propiedad brevemente de la viuda del compositor, Anna Magdalena, quien las vendió a la escuela de Santo Thomas. Aparte de los motetes de Bach, estas cantatas corales fueron las únicas obras del compositor que se interpretaron con cierta continuidad en Leipzig entre su muerte y el renacimiento de Bach en el siglo XIX. Más de un siglo después, la escuela de Santo Tomás depositó los manuscritos originales de las piezas de interpretación del ciclo de cantatas corales en el Bach-Archiv Leipzig, para su conservación.
La descripción de Carl von Winterfeld de la cantata, publicada en 1847, se centra principalmente en el movimiento de apertura de la composición. En la segunda mitad del siglo XIX, Philipp Spitta enumeró 35 cantatas corales de Bach en orden alfabético en el segundo volumen de su biografía sobre el compositor, pero asumió que todas estas obras fueron compuestas al final de su carrera. Escribió: «En estas treinta y cinco cantatas se somete a un elaborado tratamiento una serie de los más bellos y más conocidos corales protestantes de los siglos XVI y XVII». Señalaba que en Wie schön leuchtet der Morgenstern, la coral, que no fue originalmente escrita para la Anunciación, tuvo que ser conectada por la poesía ampliada al tema de la fiesta. Sobre la base de las conjeturas de Spitta acerca del momento de origen de las cantatas de iglesia de Bach —que posteriormente se demostraron como en gran medida equivocadas— Reginald Lane Poole listó la cantata como la última compuesta por Bach, lo que por lo tanto la sitúa como una obra muy madura.
En el Bach-Jahrbuch de 1906, tercer anuario de la Neue Bachgesellschaft, Woldemar Voigt escribió sobre la cantata:

Ein kostbares Stück, und wohl wert, die Gesamtausgabe der Werke S. Bachs zu eröffnen. Insbesondere gehört der einleitende figurierte Choral nach Stimmungsgehalt und Farbenreichtum zu den schönsten, und man wird trotz der unbestreitbaren Länge keinen Takt entbehren.
Una obra preciosa, y que bien merece la pena abrir la edición completa de las obras de Bach. En particular, la fantasía coral introductoria se encuentra entre las más hermosas en términos de estado de ánimo y riqueza de color, y uno no querrá perderse ni una sola medida a pesar de su considerable longitud.

El mismo volumen de Bach-Jahrbuch presenta una descripción general de las representaciones de las obras de Bach entre finales de 1904 y principios de 1907: dos se enumeran para Wie schön leuchtet der Morgenstern, una en Leipzig y una en el Festival Bethlehem Bach en Pensilvania. Albert Schweitzer, en su libro J. S. Bach, publicado en 1908 y traducido en 1911, todavía fecha las cantatas corales en 1734 y posteriores. Escribió en un breve pasaje sobre el primer movimiento de Wie schön leuchtet der Morgenstern que la «música de Bach convierte el texto en una expresión de exuberancia mística. En el acompañamiento orquestal, los temas de las tonalidades separadas de la coral se emplean en gran medida como motivos».
En 1950, la cantata fue catalogada como BWV 1 en Bach-Werke-Verzeichnis. El estudio exhaustivo de Dürr sobre la cronología de las cantatas de Bach se publicó por primera vez a finales de la década de 1950: en él, la época de origen de la cantata se fijaba al segundo año de Bach en Leipzig. En preparación del Bachfest Leipzig de 2018, se pidió a tres expertos en Bach que nombraran a sus favoritas entre sus cantatas: Gardiner, Michael Maul (entonces el nuevo director del festival) y Peter Wollny, el director del Bach-Archiv Leipzig. Quince cantatas aparecieron en las listas de los tres, incluida Wie schön leuchtet der Morgenstern.

### Publicación

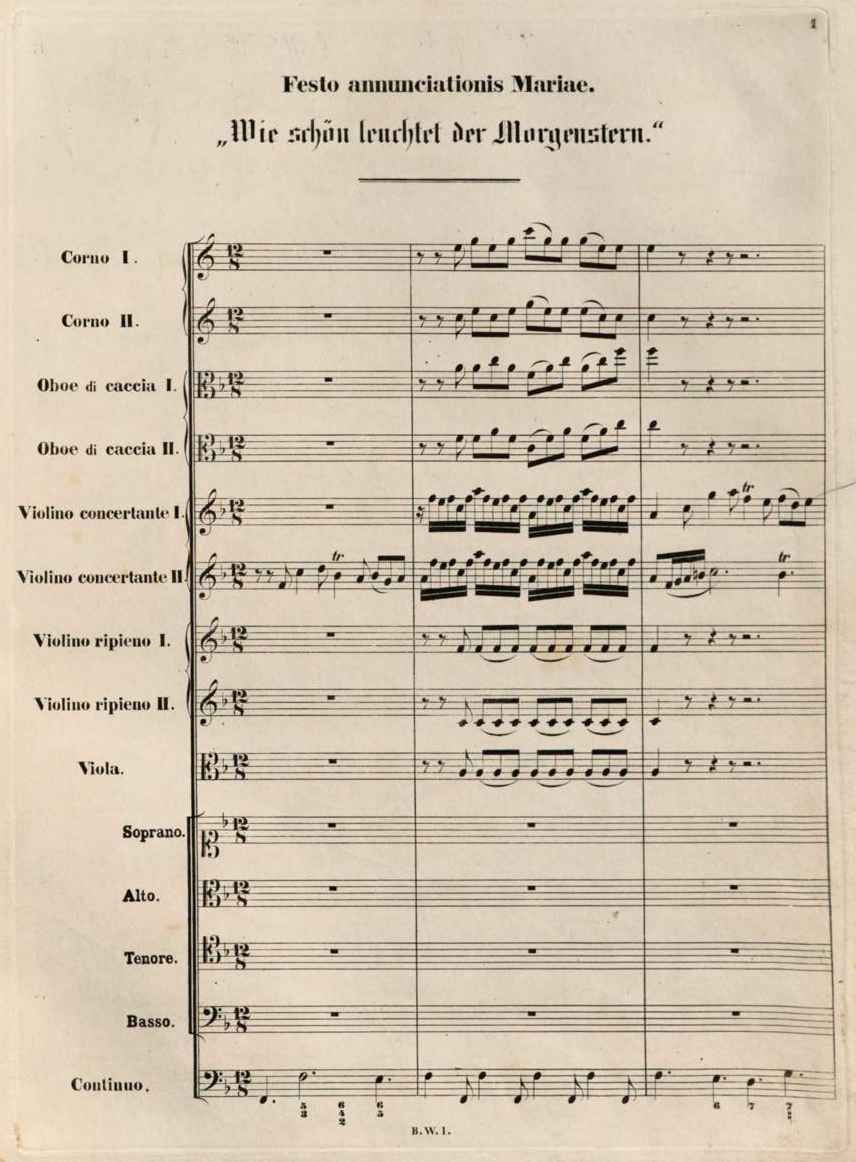
Primera página del primer volumen de la edición de Bach Gesellschaft (1851).

A pesar de estar designada con el BWV 1, ésta no es la primera cantata ni la primera pieza que Bach escribió. Se cree que su primera cantata es Aus der Tiefe rufe ich, Herr, zu dir, BWV 131 de 1707. Sin embargo, la Bach Gesellschaft eligió Wie schön leuchtet der Morgenstern como primera composición del primer volumen de la Bach-Gesellschaft Ausgabe (BGA). Robert Schumann, editor de la Neue Zeitschrift für Musik, el Thomaskantor Moritz Hauptmann y el filólogo Otto Jahn habían iniciado esta primera edición completa de las obras de Bach un siglo después de la muerte del compositor. Su primer volumen fue publicado en 1851, editado por Hauptmann. Leisinger mencionó tres razones por las que la elección de la Gesellschaft de abrir su edición con esta cantata tenía sentido:
- El texto de la cantata consistía en palabras y reflexivas paráfrasis de una coral tradicional, contrarrestando las opiniones de mediados del siglo XIX de que las «miserables» letras del Barroco tardío eran un obstáculo para revivir la música vocal de Bach.
- La designación de la cantata para una fiesta mariana también podría hacerla atractiva para una audiencia católica, ayudando así a establecer la importancia nacional de la edición BGA.
- La elección de una composición especialmente elaborada y madura, como esta cantata, aumentaría el prestigio de su compositor, confirmando la percepción de que no había compuesto más que obras maestras.

Gustav Rösler preparó una partitura vocal para una publicación de Edition Peters en Leipzig en 1875. Breitkopf & Härtel, el editor de BGA, comenzó una serie de partituras vocales de las cantatas de Bach, titulada Joh. Seb. Bachs Kirchenkantaten y esta cantata apareció hacia 1890. Publicaron otra versión de la misma serie hacia 1932, con un texto en inglés de Mevanwy Roberts, All glorious doth the day-star shine, un texto en francés de Henriette Fuchs, Brillante étoile du matin, y una reducción para piano de Günter Raphael. Posiblemente en 1928, se publicó una partitura de la cantata en la serie Eulenburgs kleine Partitur-Ausgabe de Eulenburg en Leipzig; Arnold Schering había revisado el BGA, basándose en las partes vocales originales.
En Londres se publicó una versión en inglés como partitura vocal, como parte de Novello's Original Octavo Edition, posiblemente en 1927. La traducción, titulada How Brightly Shines yon Star of Morn la realizó Paul England y la reducción para piano preparada por John E. West. En Estados Unidos, apareció una partitura vocal en Filadelfia alrededor de 1947, titulada How Bright and Fair the Morning Star, como n.º 88 de Choral Series of the Association of American Choruses. La Neue Bach-Ausgabe (NBA) publicó la obra en 1995, editada por Matthias Wendt, con comentarios críticos agregados el mismo año. Carus publicó una edición crítica en alemán e inglés como parte de su Stuttgarter Bach-Ausgaben en 1998, editada por Reinhold Kubik. En el siglo XXI, Bach Digital publicó imágenes facsímiles de alta resolución de las partes del manuscrito del primer cuarto del siglo XVIII.

## Grabaciones
El director Fritz Lehmann grabó cantatas de Bach con el Berliner Motettenchor y la Orquesta Filarmónica de Berlín con Deutsche Grammophon a principios de la década de 1950. Las grabaciones de nueve cantatas, incluida Wie schön leuchtet der Morgenstern, se reeditaron en 2018. Fritz Werner grabó alrededor de cincuenta cantatas de iglesia de Bach con Heinrich-Schütz-Chor Heilbronn y la Orquesta de Cámara de Pforzheim, principalmente en la década de 1960, incluida esta cantata.
En 1971, Wie schön leuchtet der Morgenstern fue la primera cantata grabada para la serie Teldec, un proyecto que buscaba grabar todas las cantatas de iglesia de Bach con instrumentos de época en interpretación historicista, dirigidas por Nikolaus Harnoncourt y Gustav Leonhardt. Todos los vocalistas eran cantantes masculinos, como durante el mandato de Bach en Leipzig. Harnoncourt dirigió las cuatro primeras cantatas (BWV 1 a 4), con los Niños Cantores de Viena y Concentus Musicus Wien, con una soprano solista del coro de niños y un contratenor para la parte de alto. Helmuth Rilling, que empezó a grabar todas las cantatas de Bach en 1969 y las completó en 1985, grabó Wie schön leuchtet der Morgenstern en 1980, con Gächinger Kantorei y Bach-Collegium Stuttgart.
Pieter Jan Leusink dirigió todas las cantatas de iglesia de Bach con el Holland Boys Choir y el Netherlands Bach Collegium en una interpretación historicista, pero con mujeres para las partes solistas de soprano. Gardiner, que en 2000 dirigió la Bach Cantata Pilgrimage con el Coro Monteverdi, interpretando y grabando las cantatas de iglesia de Bach en la ocasión para la que escribieron, grabó Wie schön leuchtet der Morgenstern en la iglesia de San Pedro (Walpole St Peter).: 13, 18  Masaaki Suzuki, que estudió la práctica historicista en Europa, comenzó a grabar las cantatas de iglesia del compositor con el Bach Collegium Japan en 1999, al principio no con el objetivo de un ciclo completo, pero completándolo todo en 2017. Lanzaron Wie schön leuchtet der Morgenstern en 2007.

### Discografía
De esta pieza se han realizado una serie de grabaciones entre las que destacan las siguientes:
- 1952 - J.S. Bach: Cantatas BWV 1, 19. Fritz Lehmann, Berliner Motettenchor, Orquesta Filarmónica de Berlín, Gunthild Weber, Helmut Krebs, Hermann Schey (Decca)
- 1965 - Les Grandes Cantates de J.S. Bach Vol. 1. Fritz Werner, Heinrich-Schütz-Chor Heilbronn, Pforzheim Chamber Orchestra, Maria Friesenhausen, Helmut Krebs, Barry McDaniel (Erato)
- 1968 - Bach Cantatas Vol. 2. Easter. Karl Richter, Münchener Bach-Chor, Orquesta Bach de Múnich. Edith Mathis, Ernst Haefliger, Dietrich Fischer-Dieskau (Archiv Produktion)
- 1970 - J.S. Bach: Das Kantatenwerk Vol. 1. Nikolaus Harnoncourt, Wiener Sängerknaben, Chorus Viennensis, Hans Gillesberger (dir. coro), Concentus Musicus Wien, solista del Wiener Sängerknaben, Kurt Equiluz, Max van Egmond (Teldec)
- 1980 - Die Bach Kantate Vol. 16. Helmuth Rilling, Gächinger Kantorei, Bach-Collegium Stuttgart, Inga Nielsen, Adalbert Kraus, Philippe Huttenlocher (Hänssler)
- 1981 - Bach Made in Germany Vol. 4. Cantatas II. Hans-Joachim Rotzsch, Thomanerchor, Neues Bachisches Collegium Musicum, Arleen Augér, Peter Schreier, Siegfried Lorenz (Eterna)
- 2000 - Bach Cantatas Vol. 21. John Eliot Gardiner, Monteverdi Choir, English Baroque Soloists, Malin Hartelius, James Gilchrist, Peter Harvey (Soli Deo Gloria)
- 2000 - Bach Edition Vol. 18. Cantatas Vol. 9. Pieter Jan Leusink, Holland Boys Choir, Netherlands Bach Collegium, Marjon Strijk, Knut Schoch, Bas Ramselaar (Brilliant Classics)
- 2000 - J.S. Bach: Complete Cantatas Vol. 13. Ton Koopman, Amsterdam Baroque Orchestra & Choir, Deborah York, Paul Agnew, Klaus Mertens (Antoine Marchand)
- 2005 - J.S. Bach: Cantatas Vol. 34. Masaaki Suzuki, Bach Collegium Japan, Carolyn Sampson, Gerd Türk, Peter Kooy (BIS)
- 2006 - J.S. Bach: Cantates Marie de Nazareth. Eric J. Milnes, Montréal Baroque, Monika Mauch, Matthew White, Charles Daniels, Stephan MacLeod (ATMA Classique)
- 2007 - J.S. Bach: Cantatas for the Complete Liturgical Year Vol. 6 (Sexagesima and Estomihi Sundays). Sigiswald Kuijken, La Petite Bande, Siri Thornhill, Petra Noskaiová, Marcus Ullmann, Jan van der Crabben (Accent)
- 2010 - J.S. Bach: Kantate BWV 1. Rudolf Lutz, Vokalensemble der Schola Seconda Pratica, Eva Oltiványi, Makoto Sakurada, Manuel Walser (Gallus Media)
- 2011 - J.S. Bach: Wie schön leuchtet der Morgenstern. BWV 1, 48, 78 & 140. Karl-Friedrich Beringer, Windsbacher Knabenchor, Deutsche Kammer-Virtuosen Berlin, Sibylla Rubens, Rebecca Martin, Markus Schäfer, Klaus Mertens (Sony Music)